# ARSAL
ARSAL, Akronym für Autosomal-Rezessive Spastische Ataxie mit Leukenzephalopathie,  ist eine sehr seltene angeborene Erkrankung mit den namensgebenden Hauptmerkmalen.
Synonyme sind: Ataxie, spastische, autosomal-rezessive, Typ 3 ; SPAX3
Die Erstbeschreibung stammt aus dem Jahre 2006 durch die kanadischen Humangenetiker I. Thiffault, M. F. Rioux und Mitarbeiter.

## Verbreitung
Die Häufigkeit wird mit unter 1 zu 1.000.000 angegeben, die Vererbung erfolgt autosomal-rezessiv.

## Ursache
Der Erkrankung liegen Mutationen im MARS2-Gen auf Chromosom 2 Genort q33.1 zugrunde, welches für die mitochondriale methionyl-tRNA Synthetase kodiert.

## Klinische Erscheinungen
Klinische Kriterien sind:
- Spastische Ataxie
- Veränderungen der weißen Substanz